# Idrissa Traoré (arbitre)
Pour les articles homonymes, voir Idrissa Traoré et Traoré.
Idrissa Traoré est un ancien arbitre malien de football.

## Carrière
Il a officié dans des compétitions majeures : 
- CAN 1980 (1 match)
- CAN 1982 (1 match)
- CAN 1986 (1 match)
- Coupe du monde de football de 1986 (1 match)

```
*
CAN 1988
 (1 match)
```

- CAN 1990 (1 match)